# Ectropis baeticaria
Ectropis baeticaria là một loài bướm đêm trong họ Geometridae.